# Geranoaetus poecilochrous
El busardo puneño, gavilán Puna o aguilucho de la puna (Geranoaetus  poecilochrous), es una especie de ave accipitriforme de la familia Accipitridae. Tradicionalmente se le ha considerado como una subespecie del Geranoaetus polyosoma, con el que comparte territorio, pero diversos autores lo han catalogado como una nueva especie.
Es un ave sedentaria que habita en las zonas altas de la Cordillera de los Andes, desde el sur de Colombia, hasta el norte de Argentina y llanuras de la Pampa. En Chile es un visitante ocasional. Su hábitat son las zonas semiáridas, praderas y monte bajo, entre los 900 y los 5000 m de altitud

## Etimología
El nombre del género taxonómico Geranoaetus, proviene de la fusión de las palabras griegas «geranos» (que significa "-grulla") y «aetos» (que significa "águila". Mientras que el epíteto específico poecilochrous se origina de la palabra griega compuesta «poikilokhroos» (que significa "-de varios colores").

## Filogenia y sistemática
El aguilucho de la Puna (Geranoaetus poecilochrous) y el aguilucho común (Geranoaetus polyosoma) son especies filogenéticamente muy próximas y comparten numerosos caracteres morfológicos. Algunas fuentes argumentan que G. poecilochrous y G. polyosoma son sinonimia, por lo que debiese utilizarse solamente el nombre de la última especie por prioridad, esto a llevado a una serie de problemas taxonómicos que han llevado a G. poecilochrous a desparecer de varios listados de especies de aves rapaces, al considerarse sinonimia de G. polyosoma.
Sin embargo, varias fuentes más recientes reconocen al aguilucho de la puna el estado de especie (Thiollay, 1994; Ferguson-Lees & Christie, 2001; Cabot & de Vries, 2003), lo que corrobora Lerner et al. (2008) en su trabajo de clasificación filogenética de la subfamilia Buteoninae basada en análisis genéticos. Se descarta la propuesta de especificidad de esta especie con el aguilucho común (Geranoaetus polyosoma).
El aguilucho de la punta pertenece al género Geranoaetus, taxón estrechamente emparentado con el género Buteo. Ambos géneros, y otros cercanos (como Parabuteo y Buteogallus), comparten la misma subfamilia: Buteoninae. Subiendo en la jerarquía taxonómica, pertenecen a la familia Accipitridae, grupo incluido en el orden Accipitriformes (orden que también incluye a las familias Pandionidae y Sagittariidae). Los Accipitriformes están muy emparentados con los Cathartiformes, por lo que ambos órdenes componen un grupo mayor, llamado Accipitrimorphae (“accipitrimorfos”). El cual se encuentra dentro del grupo Neornithes, de la Clase Aves.

## Descripción
De talla más grande y robusta que G. polyosoma, G. poecilochrous presenta rangos que no se solapan con G. polyosoma como: envergadura y anchura alar. Los machos de G. poecilochrous son ligeramente más grandes a las hembras de G. polyosoma con las que solapan parcialmente en algunas medidas corporales, entre ellas longitud alar. Esta especie mide entre 48 y 61 cm de longitud, tiene una envergadura de entre 125 y 150 cm y pesa en torno a los 1 000 g. La hembra es ligeramente más grande que el macho y su plumaje es muy similar entre ambos y también con el del Geranoaetus polyosoma, siendo frecuente la existencia de plumajes de tres fases distintas (clara, oscura y barrada).
En G. poecilochrous el patrón de coloración de los plumajes de adultos del morfo claro es semejante al de G. polyosoma, del cual se diferencia por las mejillas y lados del cuello blancos y un marcado y contrastado barreado en las partes superiores que frecuentemente abarca coberteras alares, escapulares, secundarias y terciarias en ambos morfos de coloración. 
Los ejemplares de morfo oscuro se identificaron con base en el barreado contrastado en secundarias y terciarias, supracaudales blancas barreadas de negro, garganta blanca barreada con estrías, babero gris con plumas bordeadas de blanco, pecho bajo, infracobertoras alares y partes inferiores bajas blancas barreadas de oscuro. En vuelo o posados, la identificación se basa en que G. poecilochrous es más grande que G. polyosoma, presentando mayor envergadura y anchura alar, la cual es muy evidente en la zona de las remeras secundarias.
Los ejemplares adultos presentan dimorfismo sexual inverso: los machos son grises por encima y las hembras muestran un parche dorsal rojizo en el manto y escapulares, características compartidas con G. polyosoma. También comparten dos morfos de coloración de plumajes: aves claras y oscuras (melanicas), así como, un proceso de maduración tardía de plumajes, con patrones de plumaje cambiantes en relación con la edad, al sexo y al morfo de coloración.

## Distribución y hábitat
Es endémico de las altas montañas de Sudamérica, desde el sur de Colombia hasta el norte de Chile y noreste de Argentina. Su rango de distribución altitudinal se sitúa entre los 3.000-4.500 m.s.n.m en páramos, puna y crestas de la cordillera (Ferguson-Lees & Christie,2001) y, excepcionalmente, a menor altitud (2000 m) en el río Loa, donde habita una población que nidifica a lo largo de los acantilados del mismo.
Regiones en Chile en que se distribuye: Arica y Parinacota, Tarapacá. 
Países en que se distribuye en forma nativa: Chile, Argentina, Bolivia, Perú, Ecuador y Colombia.

## Ecología y comportamiento

### Alimentación
Su alimentación incluye más variedad de presas que el Geranoaetus polyosoma, tanto en tamaño, como en tipos: insectos, larvas, huevos, reptiles y anfibios, aves y pequeños mamíferos forman parte habitual de su dieta.
El aguilucho de la puna se alimenta de roedores, reptiles, aves, insectos y escorpiones. Lo más común de su dieta son los roedores (69,1 % del total de especies presa), siendo la laucha común (Mus musculus), rata negra (Rattus rattus) y la rata parda los más comunes (41,9 % de la frecuencia total).
Las especies nativas escasean en su dieta. La elevada presencia de roedores exóticos en la alimentación del aguilucho de la puna se puede atribuir a la cercanía de los nidos a centros urbanos y áreas periurbanas presentes en la zona, lo que implicaría una mayor oferta de estas especies en comparación con roedores nativos. Escorpiones e insectos fueron el segundo grupo a nivel de frecuencia (13,1 % y 9,5 %, respectivamente). Las aves y reptiles tienen una baja frecuencia en la dieta del aguilucho de la Puna.

### Reproducción
El aguilucho de la puna se reproduce en zonas escarpadas y acantilados, a inicios de septiembre.
Construye el nido de ramas en los riscos. La nidada usual es de dos huevos, los cuales son incubados durante unos 36 días.

## Abundancia, amenazas y estado de conservación
No se posee información; es posible que la mala clasificación que ha tenido el aguilucho de la puna debido a las controversias taxonómicas con G. polyosoma han tenido a la especie y población invisibilizada.